# Povečan prisekan tetraeder
| Povečan prisekan tetraeder | Povečan prisekan tetraeder                 |
| -------------------------- | ------------------------------------------ |
|                            |                                            |
| Vrsta                      | Johnsonovo telo J64-J65-J66                |
| Stranske ploskve           | 2+2x3 trikotnikov 3 kvadrati 3 šestkotniki |
| Robovi                     | 27                                         |
| Oglišča                    | 15                                         |
| Dualni polieder            | -                                          |
| Konfiguracija oglišča      | 2x3(3.62) 3(3.4.3.4) 6(3.4.3.6)            |
| Simetrijska grupa          | C3v                                        |
| Lastnosti                  | konveksen                                  |
| mreža telesa               |                                            |

Povečan prisekan tetraeder je eno izmed Johnsonovih teles (J 65). Dobimo ga tako, da pritrdimo tristrano kupolo na eno od šestkotnih stranskih ploskev prisekanega tetraedra.